# (21206) 1994 PT28
A (21206) 1994 PT28 a Naprendszer kisbolygóövében található aszteroida. Eric Walter Elst fedezte fel 1994. augusztus 12-én.